# Liste der Nummer-eins-Hits in Finnland (2014)
Dies ist eine Liste der Nummer-eins-Hits in Finnland im Jahr 2014. Sie basiert auf den offiziellen Single Top 20 und den Album Top 40, die im Auftrag von Musiikkituottajat, der finnischen Landesgruppe der IFPI, erstellt werden.

## Singles
| ← 2013 ← | Liste der Nummer-eins-Hits in Finnland | Liste der Nummer-eins-Hits in Finnland  | Liste der Nummer-eins-Hits in Finnland | 2015 → |
| \| Zeitraum \| Wo. ges. \| Interpret \| Titel Autor(en) \| Zusätzliche Informationen \| \| (Zeitraum, Wochen auf Platz eins, Interpret, Titel, Autor[en], zusätzliche Informationen) \| \| \| \| \| \| ----------------------------------------------------------------------------------------- \| -------- \| --------------------------------------- \| ------------------------------------------------------------------------------------------------------------------------------------------------------------------- \| ------------------------------------------------------------------------------------------------------------------------------------------------------------------------------------------------------------------------------ \| \| 16. November 2013 – 4. Januar 2014 7 Wochen \| 7 \| Eminem feat. Rihanna \| The Monster Marshall Mathers, Robyn Fenty, Bryan Fryzel, Jon Bellion, Bebe Rexha, Aaron Kleinstub, Maki Athanasiou \| – \| \| 5. Januar 2014 – 18. Januar 2014 2 Wochen (insgesamt 4) \| 4 \| Pitbull feat. Kesha \| Timber Lukasz Gottwald, Henry Walter, Kesha Sebert, Armando C. Pérez, Priscilla Hamilton, Jamie Sanderson, Breyan Stanley Isaac, Lee Oskar, Keri Oskar, Greg Errico \| – \| \| 19. Januar 2014 – 25. Januar 2014 1 Woche \| 1 \| OneRepublic \| Counting Stars Ryan Tedder \| – \| \| 26. Januar 2014 – 8. Februar 2014 2 Wochen (insgesamt 4) \| 4 \| Pitbull feat. Kesha \| Timber Lukasz Gottwald, Henry Walter, Kesha Sebert, Armando C. Pérez, Priscilla Hamilton, Jamie Sanderson, Breyan Stanley Isaac, Lee Oskar, Keri Oskar, Greg Errico \| – \| \| 9. Februar 2014 – 15. Februar 2014 1 Woche \| 1 \| Tuomas Kauhanen feat. Mikko \| Pummilla tallinnaan \| – \| \| 16. Februar 2014 – 15. März 2014 4 Wochen \| 4 \| JVG feat. Anna Abreu \| Huominen on huomenna \| – \| \| 16. März 2014 – 5. April 2014 3 Wochen (insgesamt 4) \| 4 \| Clean Bandit feat. Jess Glynne \| Rather Be Grace Chatto, Jack Patterson, Nicole Marshall, James Napier \| – \| \| 6. April 2014 – 12. April 2014 1 Woche \| 1 \| The Chainsmokers \| #Selfie Andrew Taggart \| – \| \| 12. April 2014 – 19. April 2014 1 Woche (insgesamt 4) \| 4 \| Clean Bandit feat. Jess Glynne \| Rather Be James Napier, Jack Patterson, Grace Chatto, Nicole Marshall \| – \| \| 20. April 2014 – 3. Mai 2014 2 Wochen \| 2 \| Calvin Harris \| Summer Calvin Harris \| – \| \| 4. Mai 2014 – 31. Mai 2014 4 Wochen \| 4 \| David Guetta & Showtek feat. Vassy \| Bad David Guetta, Sjoerd Janssen, Wouter Janssen, Manuel Reuter, Giorgio Tuinfort, Nick Turpin, Ossama Al Sarraf, Ned Shepard, Vassy \| – \| \| 1. Juni 2014 – 14. Juni 2014 2 Wochen (insgesamt 3) \| 3 \| Kasmir \| Vadelmavene \| – \| \| 15. Juni 2014 – 28. Juni 2014 2 Wochen \| 2 \| Robin \| Kesärenkaat \| – \| \| 29. Juni 2014 – 5. Juli 2014 1 Woche (insgesamt 3) \| 3 \| Kasmir \| Vadelmavene \| – \| \| 6. Juli 2014 – 12. Juli 2014 1 Woche \| 1 \| Diandra \| Paha poika \| – \| \| 13. Juli 2014 – 2. August 2014 3 Wochen \| 3 \| Teflon Brothers \| Maradona (Kesä ’86) \| – \| \| 3. August 2014 – 16. August 2014 2 Wochen \| 2 \| David Guetta feat. Sam Martin \| Lovers on the Sun David Guetta, Tim Bergling, Frédéric Riesterer, Giorgio Tuinfort, Jason Evigan, Michael Einziger \| – \| \| 17. August 2014 – 30. August 2014 2 Wochen (insgesamt 3) \| 3 \| Lilly Wood & the Prick and Robin Schulz \| Prayer in C (Robin Schulz Remix) Nili Hadida, Benjamin Cotto \| – \| \| 31. August 2014 – 13. September 2014 2 Wochen (insgesamt 3) \| 3 \| Haloo Helsinki! \| Beibi \| – \| \| 14. September 2014 – 20. September 2014 1 Woche (insgesamt 3) \| 3 \| Lilly Wood & the Prick and Robin Schulz \| Prayer in C (Robin Schulz Remix) Nili Hadida, Benjamin Cotto \| – \| \| 21. September 2014 – 11. Oktober 2014 3 Wochen \| 3 \| Calvin Harris feat. John Newman \| Blame Calvin Harris, John Newman, James Newman \| – \| \| 12. Oktober 2014 – 18. Oktober 2014 1 Woche \| 1 \| Elastinen \| Naurava kulkuri Musik: Jim Lowe, Text: Reino Helismaa \| Das Lied ist eine finnische Rapversion von Der lachende Vagabund, die im Rahmen der finnischen Ausgabe von Sing meinen Song entstand; der Rapper Elastinen hatte schon mehrere Top-Ten-Hits, dies ist seine erste Nummer eins. \| \| 19. Oktober 2014 – 25. Oktober 2014 1 Woche (insgesamt 3) \| 3 \| Haloo Helsinki! \| Beibi \| – \| \| 26. Oktober 2014 – 1. November 2014 1 Woche (insgesamt 3) \| 3 \| David Guetta feat. Sam Martin \| Dangerous David Guetta, Lindy Robbins, Giorgio Tuinfort, Sam Martin, Jason Evigan \| – \| \| 2. November 2014 – 8. November 2014 1 Woche \| 1 \| Paula Vesala \| Sori \| Die dritte Staffel von Vain elämää, in Deutschland Sing meinen Song, brachte bereits den zweiten Nummer-eins-Hit hervor, das Original der Fintelligens war 12 Jahre zuvor ein Top-Ten-Hit. \| \| 9. November 2014 – 22. November 2014 2 Wochen (insgesamt 3) \| 3 \| David Guetta feat. Sam Martin \| Dangerous David Guetta, Lindy Robbins, Giorgio Tuinfort, Sam Martin, Jason Evigan \| – \| \| 23. November 2014 – 20. Dezember 2014 4 Wochen (insgesamt 6) \| 6 \| Calvin Harris feat. Ellie Goulding \| Outside Calvin Harris, Ellie Goulding \| – \| \| 21. Dezember 2014 – 10. Januar 2015 3 Wochen \| 3 \| Spekti feat. Tasis \| Macho fantastico \| – \| |                                        |                                         | | |
| ← 2013 |                                        |                                         | | → 2015 → |
| Zeitraum | Wo. ges.                               | Interpret                               | Titel Autor(en) | Zusätzliche Informationen |
| (Zeitraum, Wochen auf Platz eins, Interpret, Titel, Autor[en], zusätzliche Informationen) |                                        |                                         | | |
| 16. November 2013 – 4. Januar 2014 7 Wochen | 7                                      | Eminem feat. Rihanna                    | The Monster Marshall Mathers, Robyn Fenty, Bryan Fryzel, Jon Bellion, Bebe Rexha, Aaron Kleinstub, Maki Athanasiou                                                  | – |
| 5. Januar 2014 – 18. Januar 2014 2 Wochen (insgesamt 4) | 4                                      | Pitbull feat. Kesha                     | Timber Lukasz Gottwald, Henry Walter, Kesha Sebert, Armando C. Pérez, Priscilla Hamilton, Jamie Sanderson, Breyan Stanley Isaac, Lee Oskar, Keri Oskar, Greg Errico | – |
| 19. Januar 2014 – 25. Januar 2014 1 Woche | 1                                      | OneRepublic                             | Counting Stars Ryan Tedder | – |
| 26. Januar 2014 – 8. Februar 2014 2 Wochen (insgesamt 4) | 4                                      | Pitbull feat. Kesha                     | Timber Lukasz Gottwald, Henry Walter, Kesha Sebert, Armando C. Pérez, Priscilla Hamilton, Jamie Sanderson, Breyan Stanley Isaac, Lee Oskar, Keri Oskar, Greg Errico | – |
| 9. Februar 2014 – 15. Februar 2014 1 Woche | 1                                      | Tuomas Kauhanen feat. Mikko             | Pummilla tallinnaan | – |
| 16. Februar 2014 – 15. März 2014 4 Wochen | 4                                      | JVG feat. Anna Abreu                    | Huominen on huomenna | – |
| 16. März 2014 – 5. April 2014 3 Wochen (insgesamt 4) | 4                                      | Clean Bandit feat. Jess Glynne          | Rather Be Grace Chatto, Jack Patterson, Nicole Marshall, James Napier                                                                                               | – |
| 6. April 2014 – 12. April 2014 1 Woche | 1                                      | The Chainsmokers                        | #Selfie Andrew Taggart | – |
| 12. April 2014 – 19. April 2014 1 Woche (insgesamt 4) | 4                                      | Clean Bandit feat. Jess Glynne          | Rather Be James Napier, Jack Patterson, Grace Chatto, Nicole Marshall                                                                                               | – |
| 20. April 2014 – 3. Mai 2014 2 Wochen | 2                                      | Calvin Harris                           | Summer Calvin Harris | – |
| 4. Mai 2014 – 31. Mai 2014 4 Wochen | 4                                      | David Guetta & Showtek feat. Vassy      | Bad David Guetta, Sjoerd Janssen, Wouter Janssen, Manuel Reuter, Giorgio Tuinfort, Nick Turpin, Ossama Al Sarraf, Ned Shepard, Vassy                                | – |
| 1. Juni 2014 – 14. Juni 2014 2 Wochen (insgesamt 3) | 3                                      | Kasmir                                  | Vadelmavene | – |
| 15. Juni 2014 – 28. Juni 2014 2 Wochen | 2                                      | Robin                                   | Kesärenkaat | – |
| 29. Juni 2014 – 5. Juli 2014 1 Woche (insgesamt 3) | 3                                      | Kasmir                                  | Vadelmavene | – |
| 6. Juli 2014 – 12. Juli 2014 1 Woche | 1                                      | Diandra                                 | Paha poika | – |
| 13. Juli 2014 – 2. August 2014 3 Wochen | 3                                      | Teflon Brothers                         | Maradona (Kesä ’86) | – |
| 3. August 2014 – 16. August 2014 2 Wochen | 2                                      | David Guetta feat. Sam Martin           | Lovers on the Sun David Guetta, Tim Bergling, Frédéric Riesterer, Giorgio Tuinfort, Jason Evigan, Michael Einziger                                                  | – |
| 17. August 2014 – 30. August 2014 2 Wochen (insgesamt 3) | 3                                      | Lilly Wood & the Prick and Robin Schulz | Prayer in C (Robin Schulz Remix) Nili Hadida, Benjamin Cotto | – |
| 31. August 2014 – 13. September 2014 2 Wochen (insgesamt 3) | 3                                      | Haloo Helsinki!                         | Beibi | – |
| 14. September 2014 – 20. September 2014 1 Woche (insgesamt 3) | 3                                      | Lilly Wood & the Prick and Robin Schulz | Prayer in C (Robin Schulz Remix) Nili Hadida, Benjamin Cotto | – |
| 21. September 2014 – 11. Oktober 2014 3 Wochen | 3                                      | Calvin Harris feat. John Newman         | Blame Calvin Harris, John Newman, James Newman | – |
| 12. Oktober 2014 – 18. Oktober 2014 1 Woche | 1                                      | Elastinen                               | Naurava kulkuri Musik: Jim Lowe, Text: Reino Helismaa | Das Lied ist eine finnische Rapversion von Der lachende Vagabund, die im Rahmen der finnischen Ausgabe von Sing meinen Song entstand; der Rapper Elastinen hatte schon mehrere Top-Ten-Hits, dies ist seine erste Nummer eins. |
| 19. Oktober 2014 – 25. Oktober 2014 1 Woche (insgesamt 3) | 3                                      | Haloo Helsinki!                         | Beibi | – |
| 26. Oktober 2014 – 1. November 2014 1 Woche (insgesamt 3) | 3                                      | David Guetta feat. Sam Martin           | Dangerous David Guetta, Lindy Robbins, Giorgio Tuinfort, Sam Martin, Jason Evigan                                                                                   | – |
| 2. November 2014 – 8. November 2014 1 Woche | 1                                      | Paula Vesala                            | Sori | Die dritte Staffel von Vain elämää, in Deutschland Sing meinen Song, brachte bereits den zweiten Nummer-eins-Hit hervor, das Original der Fintelligens war 12 Jahre zuvor ein Top-Ten-Hit.                                     |
| 9. November 2014 – 22. November 2014 2 Wochen (insgesamt 3) | 3                                      | David Guetta feat. Sam Martin           | Dangerous David Guetta, Lindy Robbins, Giorgio Tuinfort, Sam Martin, Jason Evigan                                                                                   | – |
| 23. November 2014 – 20. Dezember 2014 4 Wochen (insgesamt 6) | 6                                      | Calvin Harris feat. Ellie Goulding      | Outside Calvin Harris, Ellie Goulding | – |
| 21. Dezember 2014 – 10. Januar 2015 3 Wochen | 3                                      | Spekti feat. Tasis                      | Macho fantastico | – |

## Alben
| ← 2013 ← | Liste der Nummer-eins-Hits in Finnland | Liste der Nummer-eins-Hits in Finnland  | Liste der Nummer-eins-Hits in Finnland        | 2015 → |
| \| Zeitraum \| Wo. ges. \| Interpret \| Titel \| Zusätzliche Informationen \| \| (Zeitraum, Wochen auf Platz eins, Interpret, Titel, zusätzliche Informationen) \| \| \| \| \| \| ------------------------------------------------------------------------------ \| -------- \| --------------------------------------- \| --------------------------------------------- \| ---------------------------------------------------------------------------------------------------------------------------------------------------------------------------------------------------------------------------------------------------------------------- \| \| 14. Dezember 2013 – 4. Januar 2014 3 Wochen (insgesamt 7) \| 7 \| Robin \| Boom Kah \| – \| \| 5. Januar 2014 – 11. Januar 2014 1 Woche (insgesamt 4) \| 4 \| Verschiedene Interpreten \| Vain elämää − kausi 2 \| – \| \| 12. Januar 2014 – 18. Januar 2014 1 Woche (insgesamt 7) \| 7 \| Robin \| Boom Kah \| – \| \| 19. Januar 2014 – 8. Februar 2014 3 Wochen \| 3 \| Bruce Springsteen \| High Hopes \| – \| \| 9. Februar 2014 – 15. Februar 2014 1 Woche \| 1 \| Scandinavian Music Group \| Terminal 2 \| – \| \| 16. Februar 2014 – 22. Februar 2014 1 Woche (insgesamt 7) \| 7 \| Stam1na \| SLK \| – \| \| 23. Februar 2014 – 1. März 2014 1 Woche (insgesamt 7) \| 7 \| Robin \| Boom Kah \| – \| \| 2. März 2014 – 8. März 2014 1 Woche \| 1 \| Happoradio \| Elefantti \| – \| \| 9. März 2014 – 22. März 2014 2 Wochen \| 2 \| JVG \| Voitolla yöhön \| – \| \| 23. März 2014 – 5. April 2014 2 Wochen (insgesamt 3) \| 3 \| Robin \| Boombox \| Boombox ist das Remix-Album zu Boom Kah. \| \| 6. April 2014 – 12. April 2014 1 Woche \| 1 \| Sonata Arctica \| Pariah’s Child \| – \| \| 13. April 2014 – 19. April 2014 1 Woche \| 1 \| Verschiedene Interpreten \| Nyt kolisee \| – \| \| 20. April 2014 – 26. April 2014 1 Woche \| 1 \| Tuomas Holopainen \| The Life and Times of Scrooge \| – \| \| 27. April 2014 – 10. Mai 2014 2 Wochen \| 2 \| Kaija Koo \| Kuka sen opettaa \| – \| \| 11. Mai 2014 – 17. Mai 2014 1 Woche \| 1 \| Viikate \| Panosvyö \| – \| \| 18. Mai 2014 – 24. Mai 2014 1 Woche (insgesamt 2) \| 2 \| Pepe Willberg \| Pepe & Saimaa \| – \| \| 25. Mai 2014 – 7. Juni 2014 2 Wochen \| 2 \| Coldplay \| Ghost Stories \| – \| \| 8. Juni 2014 – 14. Juni 2014 1 Woche \| 1 \| Justimus \| Wunderboy \| – \| \| 15. Juni 2014 – 21. Juni 2014 1 Woche \| 1 \| Janna \| Janna \| – \| \| 22. Juni 2014 – 28. Juni 2014 1 Woche \| 1 \| Lana Del Rey \| Ultraviolence \| – \| \| 29. Juni 2014 – 5. Juli 2014 1 Woche \| 1 \| Mastodon \| Once More ’Round the Sun \| – \| \| 6. Juli 2014 – 12. Juli 2014 1 Woche \| 1 \| Ed Sheeran \| × \| – \| \| 13. Juli 2014 – 19. Juli 2014 1 Woche (insgesamt 2) \| 2 \| Pepe Willberg \| Pepe & Saimaa \| – \| \| 20. Juli 2014 – 26. Juli 2014 1 Woche \| 1 \| Judas Priest \| Redeemer of Souls \| – \| \| 27. Juli 2014 – 2. August 2014 1 Woche (insgesamt 3) \| 3 \| Robin \| Boombox \| – \| \| 3. August 2014 – 9. August 2014 1 Woche \| 1 \| Verschiedene Interpreten \| The Voice – Kesähitti 2014 \| Bereits zwei Jahre zuvor war der alljährliche Sommerhit-Sampler - benannt nach dem finnischen Radiosender The Voice - auf Platz 1 in Finnland gelandet, der Sampler von 2013 erreichte Platz 2. \| \| 10. August 2014 – 16. August 2014 1 Woche \| 1 \| Mnttt \| Menetetyt \| Rapper Eevil Stöö veröffentlichte 2012 das Nummer-eins-Album Fuck Vivaldi zusammen mit Rapperkollege Koksu Koo. Mnttt ist das gemeinsame Projekt mit Rapper Aztra und das zweite Mal, dass eine Kollaboration von Stöö Platz eins erreicht. \| \| 17. August 2014 – 23. August 2014 1 Woche \| 1 \| Mirel Wagner \| When the Cellar Children See the Light of Day \| – \| \| 24. August 2014 – 30. August 2014 1 Woche \| 1 \| Accept \| Blind Rage \| – \| \| 31. August 2014 – 6. September 2014 1 Woche \| 1 \| Opeth \| Pale Communion \| – \| \| 7. September 2014 – 13. September 2014 1 Woche \| 1 \| Amadeus Lundberg & Riku Niemi Orchestra \| Vain rakkaus \| – \| \| 14. September 2014 – 20. September 2014 1 Woche \| 1 \| In Flames \| Siren Charms \| – \| \| 21. September 2014 – 27. September 2014 1 Woche \| 1 \| Elonkerjuu \| Hehkuva rauta \| – \| \| 28. September 2014 – 4. Oktober 2014 1 Woche \| 1 \| Poets of the Fall \| Jealous Gods \| – \| \| 5. Oktober 2014 – 11. Oktober 2014 1 Woche (insgesamt 2) \| 2 \| Robin \| 16 \| Das ist bereits das vierte Nummer-eins-Album in drei Jahren für den 16-jährigen Teenie-Star. \| \| 12. Oktober 2014 – 25. Oktober 2014 2 Wochen (insgesamt 8) \| 8 \| Haloo Helsinki! \| Kiitos ei ole kirosana \| Nach dem ersten Nummer-eins-Hit folgt das erste Nummer-eins-Album für die Hauptstadtband, die seit 2008 mit den drei vorherigen Studioalben schon in die Top Ten gekommen war. \| \| 26. Oktober 2014 – 1. November 2014 1 Woche \| 1 \| Yö \| Hyvässä ja pahassa \| – \| \| 2. November 2014 – 8. November 2014 1 Woche (insgesamt 8) \| 8 \| Haloo Helsinki! \| Kiitos ei ole kirosana \| – \| \| 9. November 2014 – 15. November 2014 1 Woche \| 1 \| Hector \| Hauras \| – \| \| 16. November 2014 – 6. Dezember 2014 3 Wochen (insgesamt 4) \| 4 \| Verschiedene Interpreten \| Vain elämää - Kausi 3 Ilta \| Die Lieder zur dritten Staffel von Vain elämää, der finnischen Version von Sing meinen Song wurden auf zwei Alben veröffentlicht: Ilta - der Abend - belegte Platz eins, Päivä - der Tag - belegte zunächst dahinter Platz zwei und stieg später selbst an die Spitze. \| \| 7. Dezember 2014 – 13. Dezember 2014 1 Woche \| 1 \| AC/DC \| Rock or Bust \| – \| \| 14. Dezember 2014 – 20. Dezember 2014 1 Woche (insgesamt 3) \| 3 \| Verschiedene Interpreten \| Vain elämää - Kausi 3 Paivä \| – \| \| 21. Dezember 2014 – 27. Dezember 2014 1 Woche (insgesamt 2) \| 2 \| Robin \| 16 \| – \| \| 28. Dezember 2014 – 3. Januar 2015 1 Woche (insgesamt 3) \| 3 \| Verschiedene Interpreten \| Vain elämää - Kausi 3 Paivä \| – \| |                                        |                                         |                                               | |
| ← 2013 |                                        |                                         |                                               | → 2015 → |
| Zeitraum | Wo. ges.                               | Interpret                               | Titel                                         | Zusätzliche Informationen |
| (Zeitraum, Wochen auf Platz eins, Interpret, Titel, zusätzliche Informationen) |                                        |                                         |                                               | |
| 14. Dezember 2013 – 4. Januar 2014 3 Wochen (insgesamt 7) | 7                                      | Robin                                   | Boom Kah                                      | – |
| 5. Januar 2014 – 11. Januar 2014 1 Woche (insgesamt 4) | 4                                      | Verschiedene Interpreten                | Vain elämää − kausi 2                         | – |
| 12. Januar 2014 – 18. Januar 2014 1 Woche (insgesamt 7) | 7                                      | Robin                                   | Boom Kah                                      | – |
| 19. Januar 2014 – 8. Februar 2014 3 Wochen | 3                                      | Bruce Springsteen                       | High Hopes                                    | – |
| 9. Februar 2014 – 15. Februar 2014 1 Woche | 1                                      | Scandinavian Music Group                | Terminal 2                                    | – |
| 16. Februar 2014 – 22. Februar 2014 1 Woche (insgesamt 7) | 7                                      | Stam1na                                 | SLK                                           | – |
| 23. Februar 2014 – 1. März 2014 1 Woche (insgesamt 7) | 7                                      | Robin                                   | Boom Kah                                      | – |
| 2. März 2014 – 8. März 2014 1 Woche | 1                                      | Happoradio                              | Elefantti                                     | – |
| 9. März 2014 – 22. März 2014 2 Wochen | 2                                      | JVG                                     | Voitolla yöhön                                | – |
| 23. März 2014 – 5. April 2014 2 Wochen (insgesamt 3) | 3                                      | Robin                                   | Boombox                                       | Boombox ist das Remix-Album zu Boom Kah. |
| 6. April 2014 – 12. April 2014 1 Woche | 1                                      | Sonata Arctica                          | Pariah’s Child                                | – |
| 13. April 2014 – 19. April 2014 1 Woche | 1                                      | Verschiedene Interpreten                | Nyt kolisee                                   | – |
| 20. April 2014 – 26. April 2014 1 Woche | 1                                      | Tuomas Holopainen                       | The Life and Times of Scrooge                 | – |
| 27. April 2014 – 10. Mai 2014 2 Wochen | 2                                      | Kaija Koo                               | Kuka sen opettaa                              | – |
| 11. Mai 2014 – 17. Mai 2014 1 Woche | 1                                      | Viikate                                 | Panosvyö                                      | – |
| 18. Mai 2014 – 24. Mai 2014 1 Woche (insgesamt 2) | 2                                      | Pepe Willberg                           | Pepe & Saimaa                                 | – |
| 25. Mai 2014 – 7. Juni 2014 2 Wochen | 2                                      | Coldplay                                | Ghost Stories                                 | – |
| 8. Juni 2014 – 14. Juni 2014 1 Woche | 1                                      | Justimus                                | Wunderboy                                     | – |
| 15. Juni 2014 – 21. Juni 2014 1 Woche | 1                                      | Janna                                   | Janna                                         | – |
| 22. Juni 2014 – 28. Juni 2014 1 Woche | 1                                      | Lana Del Rey                            | Ultraviolence                                 | – |
| 29. Juni 2014 – 5. Juli 2014 1 Woche | 1                                      | Mastodon                                | Once More ’Round the Sun                      | – |
| 6. Juli 2014 – 12. Juli 2014 1 Woche | 1                                      | Ed Sheeran                              | ×                                             | – |
| 13. Juli 2014 – 19. Juli 2014 1 Woche (insgesamt 2) | 2                                      | Pepe Willberg                           | Pepe & Saimaa                                 | – |
| 20. Juli 2014 – 26. Juli 2014 1 Woche | 1                                      | Judas Priest                            | Redeemer of Souls                             | – |
| 27. Juli 2014 – 2. August 2014 1 Woche (insgesamt 3) | 3                                      | Robin                                   | Boombox                                       | – |
| 3. August 2014 – 9. August 2014 1 Woche | 1                                      | Verschiedene Interpreten                | The Voice – Kesähitti 2014                    | Bereits zwei Jahre zuvor war der alljährliche Sommerhit-Sampler - benannt nach dem finnischen Radiosender The Voice - auf Platz 1 in Finnland gelandet, der Sampler von 2013 erreichte Platz 2.                                                                        |
| 10. August 2014 – 16. August 2014 1 Woche | 1                                      | Mnttt                                   | Menetetyt                                     | Rapper Eevil Stöö veröffentlichte 2012 das Nummer-eins-Album Fuck Vivaldi zusammen mit Rapperkollege Koksu Koo. Mnttt ist das gemeinsame Projekt mit Rapper Aztra und das zweite Mal, dass eine Kollaboration von Stöö Platz eins erreicht.                            |
| 17. August 2014 – 23. August 2014 1 Woche | 1                                      | Mirel Wagner                            | When the Cellar Children See the Light of Day | – |
| 24. August 2014 – 30. August 2014 1 Woche | 1                                      | Accept                                  | Blind Rage                                    | – |
| 31. August 2014 – 6. September 2014 1 Woche | 1                                      | Opeth                                   | Pale Communion                                | – |
| 7. September 2014 – 13. September 2014 1 Woche | 1                                      | Amadeus Lundberg & Riku Niemi Orchestra | Vain rakkaus                                  | – |
| 14. September 2014 – 20. September 2014 1 Woche | 1                                      | In Flames                               | Siren Charms                                  | – |
| 21. September 2014 – 27. September 2014 1 Woche | 1                                      | Elonkerjuu                              | Hehkuva rauta                                 | – |
| 28. September 2014 – 4. Oktober 2014 1 Woche | 1                                      | Poets of the Fall                       | Jealous Gods                                  | – |
| 5. Oktober 2014 – 11. Oktober 2014 1 Woche (insgesamt 2) | 2                                      | Robin                                   | 16                                            | Das ist bereits das vierte Nummer-eins-Album in drei Jahren für den 16-jährigen Teenie-Star. |
| 12. Oktober 2014 – 25. Oktober 2014 2 Wochen (insgesamt 8) | 8                                      | Haloo Helsinki!                         | Kiitos ei ole kirosana                        | Nach dem ersten Nummer-eins-Hit folgt das erste Nummer-eins-Album für die Hauptstadtband, die seit 2008 mit den drei vorherigen Studioalben schon in die Top Ten gekommen war.                                                                                         |
| 26. Oktober 2014 – 1. November 2014 1 Woche | 1                                      | Yö                                      | Hyvässä ja pahassa                            | – |
| 2. November 2014 – 8. November 2014 1 Woche (insgesamt 8) | 8                                      | Haloo Helsinki!                         | Kiitos ei ole kirosana                        | – |
| 9. November 2014 – 15. November 2014 1 Woche | 1                                      | Hector                                  | Hauras                                        | – |
| 16. November 2014 – 6. Dezember 2014 3 Wochen (insgesamt 4) | 4                                      | Verschiedene Interpreten                | Vain elämää - Kausi 3 Ilta                    | Die Lieder zur dritten Staffel von Vain elämää, der finnischen Version von Sing meinen Song wurden auf zwei Alben veröffentlicht: Ilta - der Abend - belegte Platz eins, Päivä - der Tag - belegte zunächst dahinter Platz zwei und stieg später selbst an die Spitze. |
| 7. Dezember 2014 – 13. Dezember 2014 1 Woche | 1                                      | AC/DC                                   | Rock or Bust                                  | – |
| 14. Dezember 2014 – 20. Dezember 2014 1 Woche (insgesamt 3) | 3                                      | Verschiedene Interpreten                | Vain elämää - Kausi 3 Paivä                   | – |
| 21. Dezember 2014 – 27. Dezember 2014 1 Woche (insgesamt 2) | 2                                      | Robin                                   | 16                                            | – |
| 28. Dezember 2014 – 3. Januar 2015 1 Woche (insgesamt 3) | 3                                      | Verschiedene Interpreten                | Vain elämää - Kausi 3 Paivä                   | – |